# Rio de Janeiro Sharks
Rio de Janeiro Sharks é uma equipe de futebol americano brasileira, sediada na cidade do Rio de Janeiro, no bairro de Copacabana, filiado à AFAB, é a FeFARJ ,disputa o torneio oficial dessa entidade, o Carioca Bowl, como é chamado o campeonato estadual de  futebol americano de praia. Participa também do Saquarema Bowl. e Costa Verde Bowl.

## Títulos
- Campeão do Carioca Bowl : 2013, 2014
- Campeão do Costa Verde Bowl : 2010, 2011[3] , 2012, 2013
- Vice- Campeão do Carioca Bowl: 2003, 2004, 2010, 2011, 2012
- Vice-Campeão do Saquarema Bowl : 2009
- Vice-Campeão da Taça Rio : 2003

## Jogos em 2011

### Saquarema Bowl
| Data       | Local  | Dia             | Adversário                   | Placar |
| ---------- | ------ | --------------- | ---------------------------- | ------ |
| 12/02/2011 | Sabado | Praia de Itaúna | Região dos Lagos Hammerheads | 06-07  |

### Amistoso
| Data       | Local  | Dia               | Adversário        | Placar |
| ---------- | ------ | ----------------- | ----------------- | ------ |
| 12/02/2011 | Sabado | Praia de Botafogo | Botafogo Reptiles | 07-07  |

### Carioca Bowl
| Data       | Local   | Dia                 | Adversário            | Placar |
| ---------- | ------- | ------------------- | --------------------- | ------ |
| 03/04/2011 | Domingo | Praia de Copacabana | Falções               | 41-06  |
| 17/04/2011 | Domingo | Praia de Botafogo   | Ipanema Tatuís        | 23-07  |
| 01/05/2011 | Domingo | Praia de Botafogo   | America Red Lions     | 34-07  |
| 14/05/2011 | Sabado  | Praia de Botafogo   | Ipanema Tatuís        | 10-00  |
| 18/06/2011 | Sabado  | Praia de Botafogo   | Copacabana Titãs      | 12-06  |
| 03/07/2011 | Sabado  | Praia de Botafogo   | Falcões               | 10-13  |
| 16/07/2011 | Sabado  | Praia de Botafogo   | Piratas de Copacabana | 10-13  |
| 06/08/2011 | Sabado  | Praia de Botafogo   | Copacabana Titãs      | 21-07  |
| 21/08/2011 | Domingo | Praia de Copacabana | Botafogo Reptiles     | 17-20  |

### Costa Verde Bowl
| Data       | Local   | Dia           | Adversário | Placar |
| ---------- | ------- | ------------- | ---------- | ------ |
| 03/12/2011 | Sabado  | Praia do Saco | Megalodons | 31-00  |
| 04/12/2011 | Domingo | Praia do Saco | Falcões    | 46-00  |

### Litoral Bowl
| Data       | Local        | Dia                 | Adversário                   | Placar |
| ---------- | ------------ | ------------------- | ---------------------------- | ------ |
| 09/10/2011 | Domingo      | Praia de Botafogo   | Piratas de Copacabana        | 13-00  |
| 06/11/2011 | Domingo      | Arraial do Cabo     | Cabufas                      | 03-00  |
| 15/11/2011 | Quinta-feira | Praia de Copacabana | Região dos Lagos Hammerheads | 20-22  |
| 11/12/2011 | Domingo      | Praia de Botafogo   | Região dos Lagos Hammerheads | 03-00  |